# Claudia Silvina Vargas
Claudia Silvina Vargas (Cafayate, 1972) es una abogada y política argentina que se desempeñó como Ministra de Desarrollo Social de la provincia de Salta y actualemte forma parte del directorio del Ente Regulador de servicios públicos de la provincia.

## Biografía
Claudia nació en Cafayate y realizó sus estudios primarios en la Escuela Dr. Facundo de Zuviría y en la Escuela Normal de Cafayate. Sus estudios secundarios los hizo en el Colegio Santa Rosa de Viterbo, un bachillerato con orientación docente. Luego estudió abogacía en la Universidad Nacional de Tucumán donde se recibió como abogada en 1999.
Ejerció la docencia y la abogacía libremente hasta el año 2001, cuando es elegida como concejal del municipio de Cafayate. En 2003 es elegida como convencional municipal para dictar la carta orgánica del municipio y luego de ello fue asesora en la cámara de senadores de la provincia de Salta entre 2003 y 2005.
En 2005 la Unión Cívica Radical, su partido, la propone como candidata a senadora provincial por el Departamento de Cafayate. Claudia es electa en ese año como senadora y cuatro años más tarde, en 2009, logra la reelección para ese cargo.
En 2011 con la candidatura a presidente de Ricardo Alfonsín Claudia es candidata a diputada nacional en segundo término por detrás de Bernardo Biella y por delante de la dirigente renovadora Virginia Cornejo. Los resultados obtenidos en esa ocasión solo valieron para la obtención de una banca legislativa que le correspondió al doctor Biella. 
En el año 2013 Claudia tuvo una doble candidatura. Por un lado, buscó reelegir como senadora provincial por el departamento de Cafayate y, por otro lado, buscó ser diputada nacional encabezando la lista del UDESO salteño. En las provinciales de 2013 Vargas perdió la interna radical contra el joven Miguel Nanni, la senadora departamental en funciones logró 1.397 votos, mientras que el hijo del exsenador provincial logró 1.761 y se quedó con la candidatura final y finalmente resultó electo senador departamental. En las elecciones nacionales, Vargas encabezó la lista de diputados nacionales secundada por Carlos Morello y Virginia López, pero los resultados fueron muy malos y la lista se bajó de la elección general.
En 2017 Claudia se presenta como candidata a senadora provincial por Cafayate, pero ahora por fuera de la Unión Cívica Radical. A través de Un Cambio para Salta el espacio liderado por Gustavo Sáenz, Vargas logró 2.437 votos, pero no fueron suficientes para superar los 3.920 del concejal Sergio Saldaño que resultó elegido senador provincial.
En 2020 Gustavo Sáenz, ya gobernador, la nombra como personal de apoyo nivel 5 del Ministerio Gobierno, Derechos Humanos, Trabajo y Justicia, encabezado por Ricardo Villada.
En 2021 Vargas se presentó como candidata a convencional constituyente por el departamento de Cafayate en representación del frente Unidos por Salta, liderado por el gobernador. Claudia Silvina logró 2.300 votos y se impuso a los candidatos del Frente de Todos y de Juntos por el Cambio locales. Juró como convencional el 30 de septiembre de ese año y terminó su labor el 22 de diciembre.
El 27 de diciembre de 2021 y tras la renuncia de Verónica Figueroa al Ministerio de Desarrollo Social, Gustavo Sáenz la nombra como nueva ministra de desarrollo social de la Provincia de Salta.
Fue desplazada del cargo en el cambio de gobierno de Gustavo Sáenz siendo sucedida por su correligionario Mario Mimessi. Posteriormente fue incluida en el directorio del Ente Regulador de Servicios de la Provincia de Salta.